# Tükörben játszik a kéz
A Tükörben játszik a kéz Tűz Tamás (1916-1992) emigráns költőnek 1970-ben megjelent verseskötete.
A Szolgálat című, Ausztriában kiadott folyóirat az 1969-es karácsonyi számban közölt előzetest a nyomdában lévő kötetből („Szent Cecília”, „Társaim”, „Harsányi”).
A kötet az „Amerikai Magyar Írók” sorozatban jelent meg, Rómában nyomtatták.
A fedőlapon a szerző grafikája látható.
A kötet címe az „Akár a régiek” című vers kezdősorából való részlet.
A szerző a költeményeket három ciklusba rendezte:
- Kenyér és bor (1950-1956)
- Hazárdjáték (1963-1968)
- Szimultán látomás (1969)

Az első rész még itthon írt verseket tartalmaz, a második rész versei a költő kaliforniai évei alatt, a harmadikban olvashatóak pedig Rómában keletkeztek.

## Szakirodalom
- Prokop Péter: Tükörben játszik a kéz - Tűz Tamás új verseskötete, Katolikus Szemle 1970.
- Kabdebó Tamás: Homo ludens - három tételben, Irodalmi Újság 1970/9.
- Hegedüs Géza: Egy magyar költő a hontalanságban, Kortárs 1971. április
- Kemenes Géfin László: Halálos szójáték - Bevezetés Tűz Tamás költészetébe, Toronto 1976.